# Antonio Mistrorigo
Antonio Mistrorigo (Chiampo, 26 marzo 1912 – Treviso, 14 gennaio 2012) è stato un vescovo cattolico italiano.

## Biografia
Monsignor Antonio Mistrorigo nacque a Chiampo il 26 marzo 1912.

### Formazione e ministero sacerdotale
Nel 1922 entrò nel seminario vescovile di Vicenza.
Il 7 luglio 1935 fu ordinato presbitero per la diocesi di Vicenza da monsignor Ferdinando Rodolfi. Dopo sei anni come vicario parrocchiale a San Pietro in Gu, tornò in seminario come vicerettore del liceo e docente di teologia. Il 13 ottobre 1944 venne nominato parroco di Sossano.

### Ministero episcopale
Il 9 marzo 1955 papa Pio XII lo nominò vescovo di Troia. Ricevette l'ordinazione episcopale il 15 aprile successivo dal vescovo di Vicenza Carlo Zinato, co-consacranti l'arcivescovo metropolita di Ravenna Egidio Negrin e il vescovo di Vittorio Veneto Giuseppe Zaffonato. Prese possesso della diocesi il 3 giugno successivo. Successivamente ricevette il pallio dal papa.
Il 25 giugno 1958 papa Pio XII lo nominò vescovo di Treviso. Succedette a monsignor Egidio Negrin, prematuramente scomparso. Fece il suo ingresso in diocesi nel pomeriggio di domenica 3 agosto 1958, dopo averne preso possesso il giorno prima per mezzo del procuratore monsignor Antonio Cunial. Fu il terzo vescovo vicentino consecutivo alla guida della diocesi trevigiana.
Partecipò a tutte le sessioni del Concilio Vaticano II e offrì il proprio contributo soprattutto in campo liturgico. Durante il suo episcopato a Treviso compì tre visite pastorali: la prima tra il 1959 e il 1966, la seconda tra il 1967 e il 1968 e la terza tra il 1971 e il 1981. Celebrò due sinodi, il XII e il XIII della storia della diocesi, uno prima del Concilio, nel 1961, in occasione del 50º anniversario del sinodo del beato Andrea Giacinto Longhin e il secondo tra il 1986 e il 1987. Quest'ultimo coinvolse laici, sacerdoti, religiosi e varie realtà ecclesiali allo scopo di recepire in diocesi il programma di riforma ecclesiale del Concilio Vaticano II. Promosse la ristrutturazione di numerosi edifici che si trovavano in condizioni fatiscenti, specialmente gli uffici della curia in Piazza Duomo, l'Episcopio e il seminario. Fece edificare Casa Toniolo per le attività pastorali, il Centro studentesco - attuale Centro della famiglia - e la Casa del clero per l'accoglienza dei sacerdoti anziani. Con il contributo generoso dell'arcivescovo Alfredo Bruniera acquistò il castello Mirabello a Lorenzago di Cadore che oggi viene utilizzato dal seminario e come sede di campi-scuola della diocesi di Treviso. Durante il suo episcopato accolse in diocesi papa Giovanni Paolo II nella visita pastorale a Riese Pio X nel 1985 e nel 1987 e nel 1988 per le vacanze nella residenza estiva del seminario a Lorenzago di Cadore.

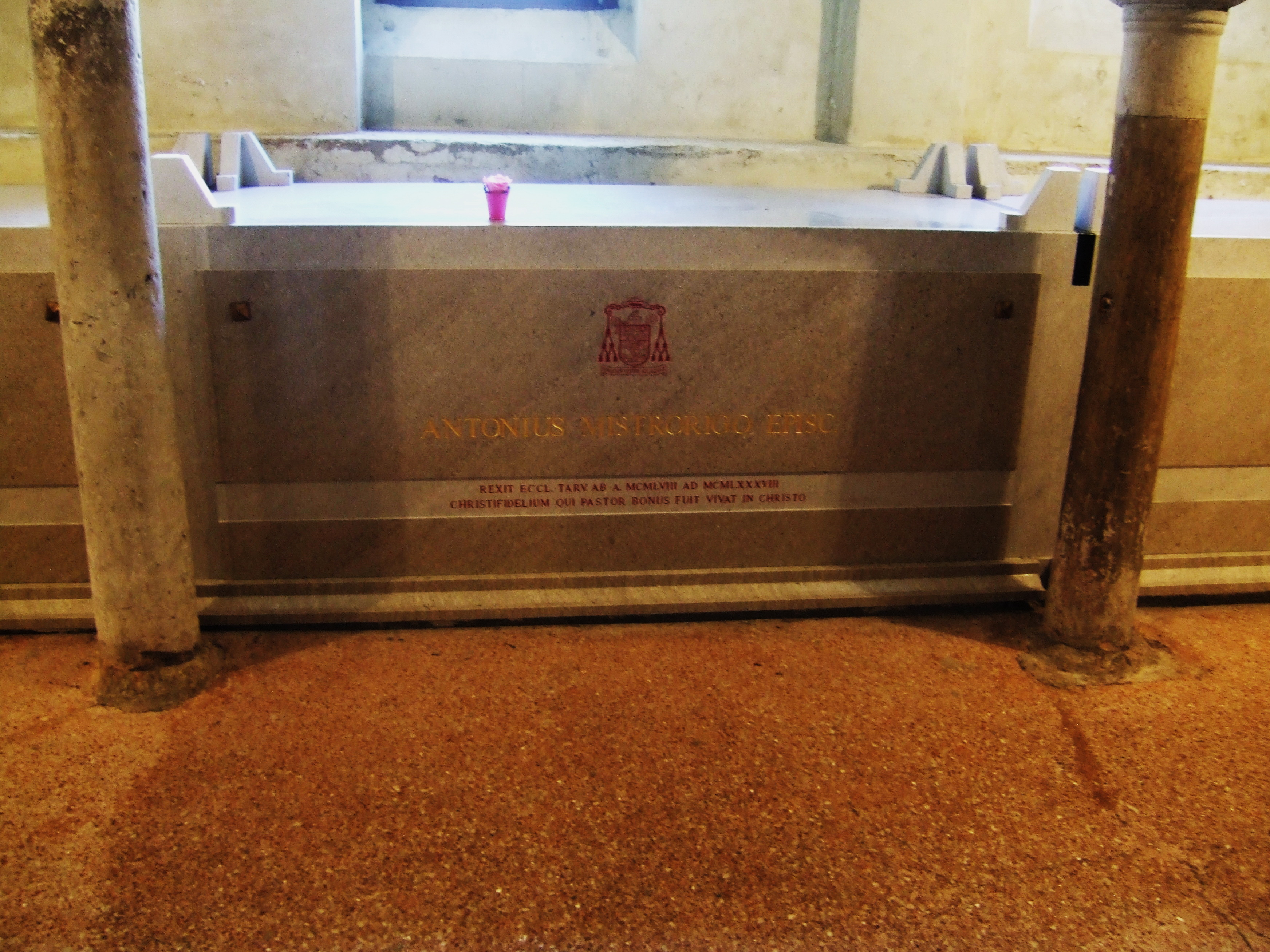
Tomba di monsignor Mistrorigo nella cripta del duomo di Treviso.

Fu presidente della commissione episcopale per la liturgia della Conferenza Episcopale Italiana dal 1969 al 1974. Presiedette con dedizione l'Associazione italiana Santa Cecilia dal 1968 al 1998 e la Conferenza europea delle Associazioni di musica in Chiesa dal 1985. Promosse la nascita dell'Associazione nazionale degli addetti al culto (sacristi).
Il 20 settembre 1980 venne nominato assistente al Soglio Pontificio. Era particolarmente devoto a Maria e a san Pio X, che propose al clero come figura di generoso pastore.
Il 19 novembre 1988 papa Giovanni Paolo II accettò la sua rinuncia al governo pastorale della diocesi per raggiunti limiti di età.
Morì nella sua residenza presso la Casa del clero di Treviso la sera del 14 gennaio 2012 all'età di 99 anni. Le esequie si tennero il 20 gennaio alle ore 15 nel duomo di Treviso e furono presiedute dall'arcivescovo metropolita di Gorizia Dino De Antoni, presidente della Conferenza episcopale triveneta. Concelebrarono gli arcivescovi Gianfranco Agostino Gardin, Andrea Bruno Mazzocato, Alberto Bottari de Castello, Antonio Mattiazzo e Pietro Brollo e i vescovi Corrado Pizziolo, Giuseppe Andrich, Paolo Magnani, Angelo Daniel, Eugenio Ravignani, Silvio Padoin, Alfredo Magarotto e Ovidio Poletto. Al termine del rito la salma venne tumulata nella cripta dello stesso edificio.

## Opere
- L'esercizio della musica sacra come apostolato / Antonio Mistrorigo  in L'enciclica Musicae sacrae disciplina di "Sua Santità" Pio XII., Associazione italiana S. Cecilia per la musica sacra, Roma, 1957, OCLC 4613693
- Omelie semplici e brevi. Anno A. Vangelo di Matteo , Piemme 2001, EAN 9788838464270
- Vivere Cristo nella liturgia, Portalupi Casale Monferrato 2001, EAN 9788884410061
- La musica sacra nella liturgia. Profilo teologico, biblico, storico, liturgico e pastorale, Portalupi Casale Monferrato 2002, EAN 9788884410146
- Progetto di vita cristiana, Portalupi Casale Monferrato 2002, EAN 9788884410207
- La famiglia cristiana del terzo millennio, Portalupi Casale Monferrato 2003, EAN 9788884410375
- S.O.S. urgenza di una nuova evangelizzazione. Dovere impellente di tutti i credenti, Portalupi Casale Monferrato 2003, EAN 9788884410306
- Venite, adoriamo! Guida all'adorazione eucaristica, Portalupi Casale Monferrato 2003, EAN 9788884410467
- Rosario biblico. Meditiamo con Maria i misteri della salvezza, Portalupi Casale Monferrato 2004, EAN 9788884410573
- Le preghiere del cristiano. Pregare per vivere, Portalupi Casale Monferrato 2005, EAN 9788884410719
- «Rosario» eucaristico. Per ravvivare il culto e la vita eucaristica, Portalupi Casale Monferrato 2005, EAN 9788884410702
- Preghiamo con fiducia san Giuseppe, Portalupi Casale Monferrato 2005, EAN 9788884410672

## Genealogia episcopale e successione apostolica
La genealogia episcopale è:
- Cardinale Scipione Rebiba
- Cardinale Giulio Antonio Santori
- Cardinale Girolamo Bernerio, O.P.
- Arcivescovo Galeazzo Sanvitale
- Cardinale Ludovico Ludovisi
- Cardinale Luigi Caetani
- Cardinale Ulderico Carpegna
- Cardinale Paluzzo Paluzzi Altieri degli Albertoni
- Papa Benedetto XIII
- Papa Benedetto XIV
- Cardinale Enrico Enriquez
- Arcivescovo Manuel Quintano Bonifaz
- Cardinale Buenaventura Córdoba Espinosa de la Cerda
- Cardinale Giuseppe Maria Doria Pamphilj
- Papa Pio VIII
- Papa Pio IX
- Cardinale Alessandro Franchi
- Cardinale Giovanni Simeoni
- Cardinale Antonio Agliardi
- Cardinale Basilio Pompilj
- Cardinale Adeodato Piazza, O.C.D.
- Vescovo Carlo Zinato
- Vescovo Antonio Mistrorigo

La successione apostolica è:
- Vescovo Antonio Cunial (1963)
- Vescovo Arnoldo Onisto (1971)

## Araldica
| Stemma | Titolare                              | Descrizione |
|        | Antonio Mistrorigo Vescovo di Treviso | Lo scudo è diviso in due parti. In quella superiore vi è lo stemma della città di Treviso: una croce e due stelle argento su campo rosso. Nella parte inferiore vi è una fontana d'acqua con getto a caduta triplice, in bianco sfumato di azzurro chiaro. I cervi sono in seppia con schiarite sul mantello tendenti al bianco. Lo stemma vuole esprimere l'amore del vescovo per la liturgia della Chiesa ed insieme il suo programma pastorale. L'acqua che sgorga dalle fontane simboleggia la vita divina donata da Gesù Cristo agli uomini mediante l'incessante servizio alla sacra liturgia, di cui il vescovo è ministro ufficiale. I cervi simboleggiano i fedeli assetati di vita che vengono invitati alle acque pure della liturgia per trovare in esse il vero ideale di vita e la prima e indispensabile sorgente dello spirito cristiano. |